# Brahma

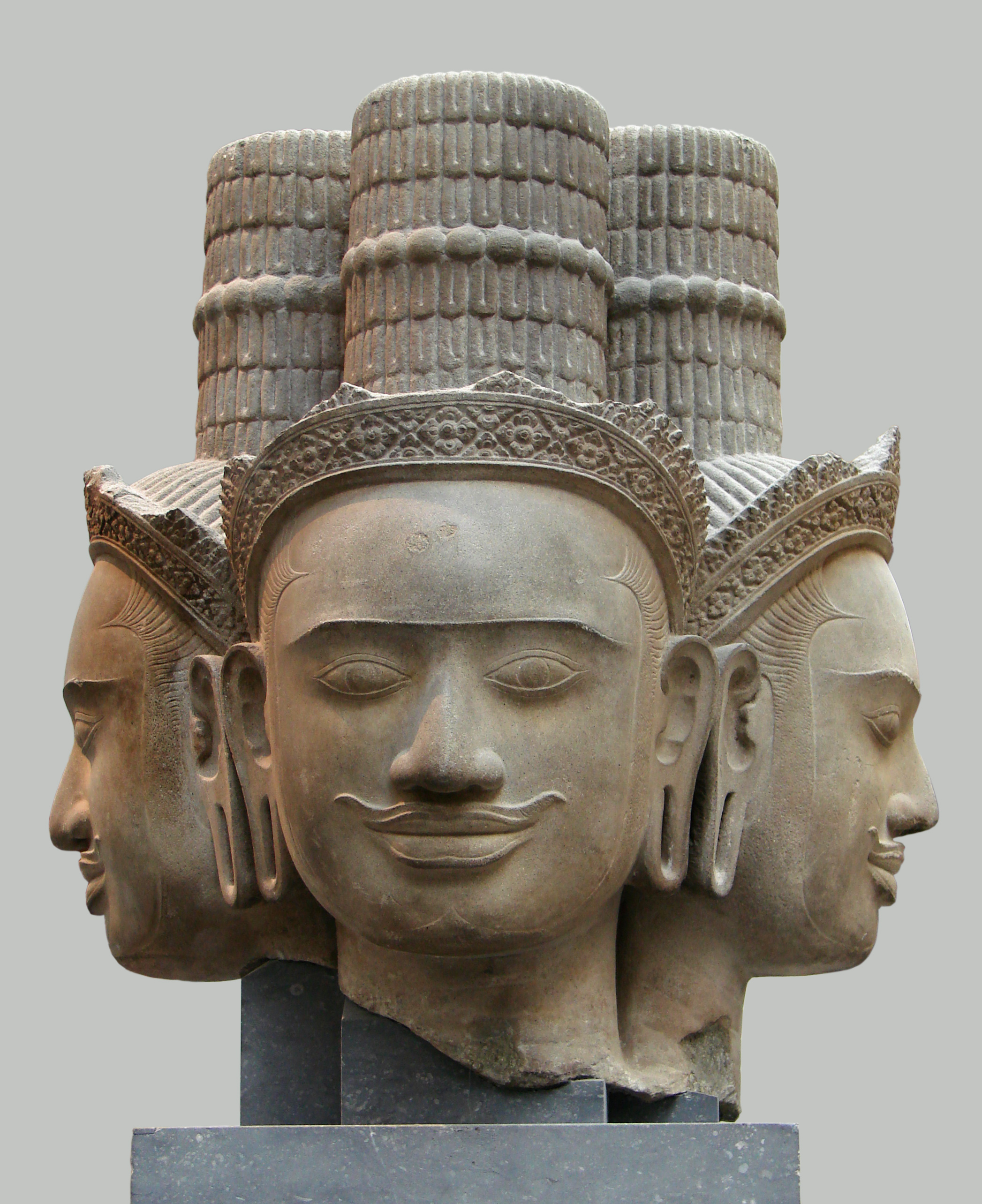
Vierköpfiger Brahma; Tempel von Phnom Bok, Kambodscha (9./10. Jahrhundert)

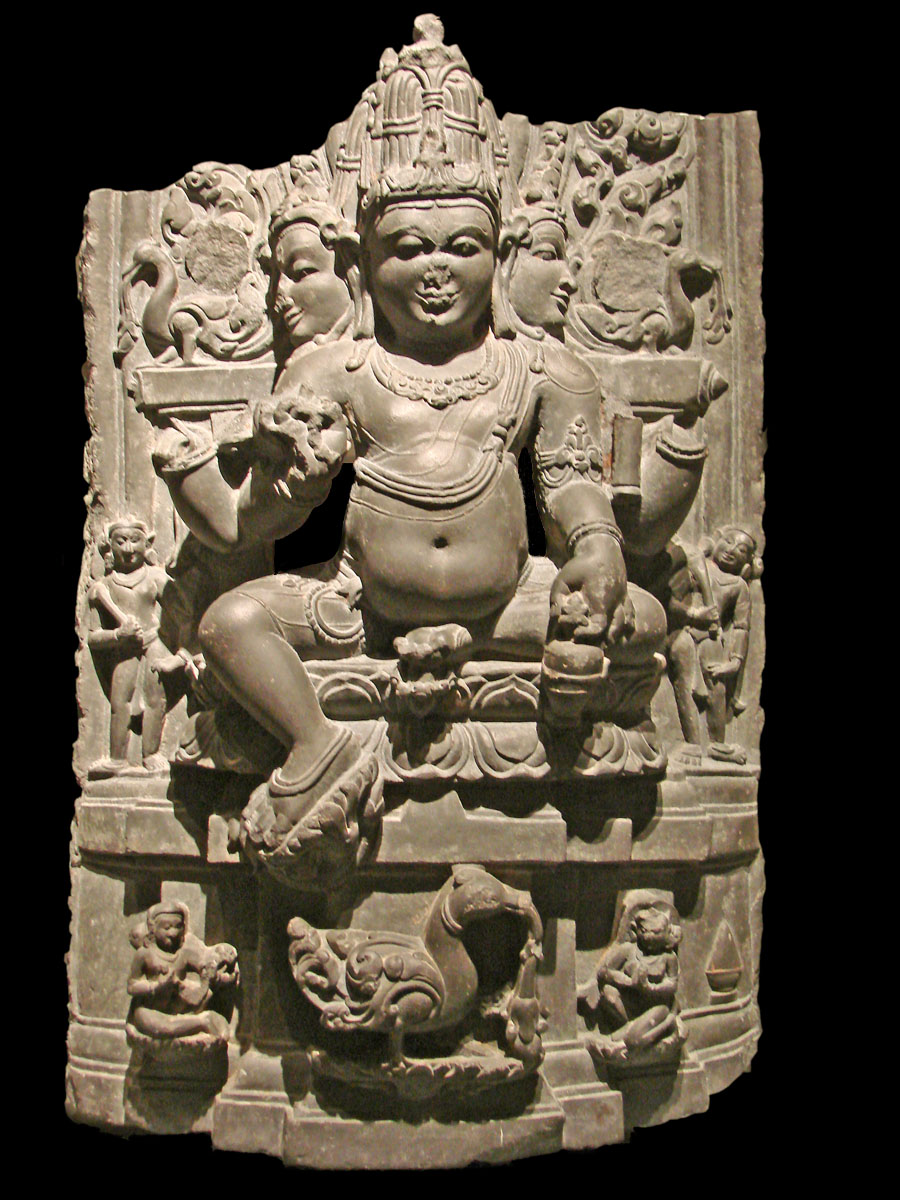
Brahma auf einem Lotosthron, darunter sein Reittier (vahana), die Gans (hamsa); Bengalen (10./11. Jahrhundert)

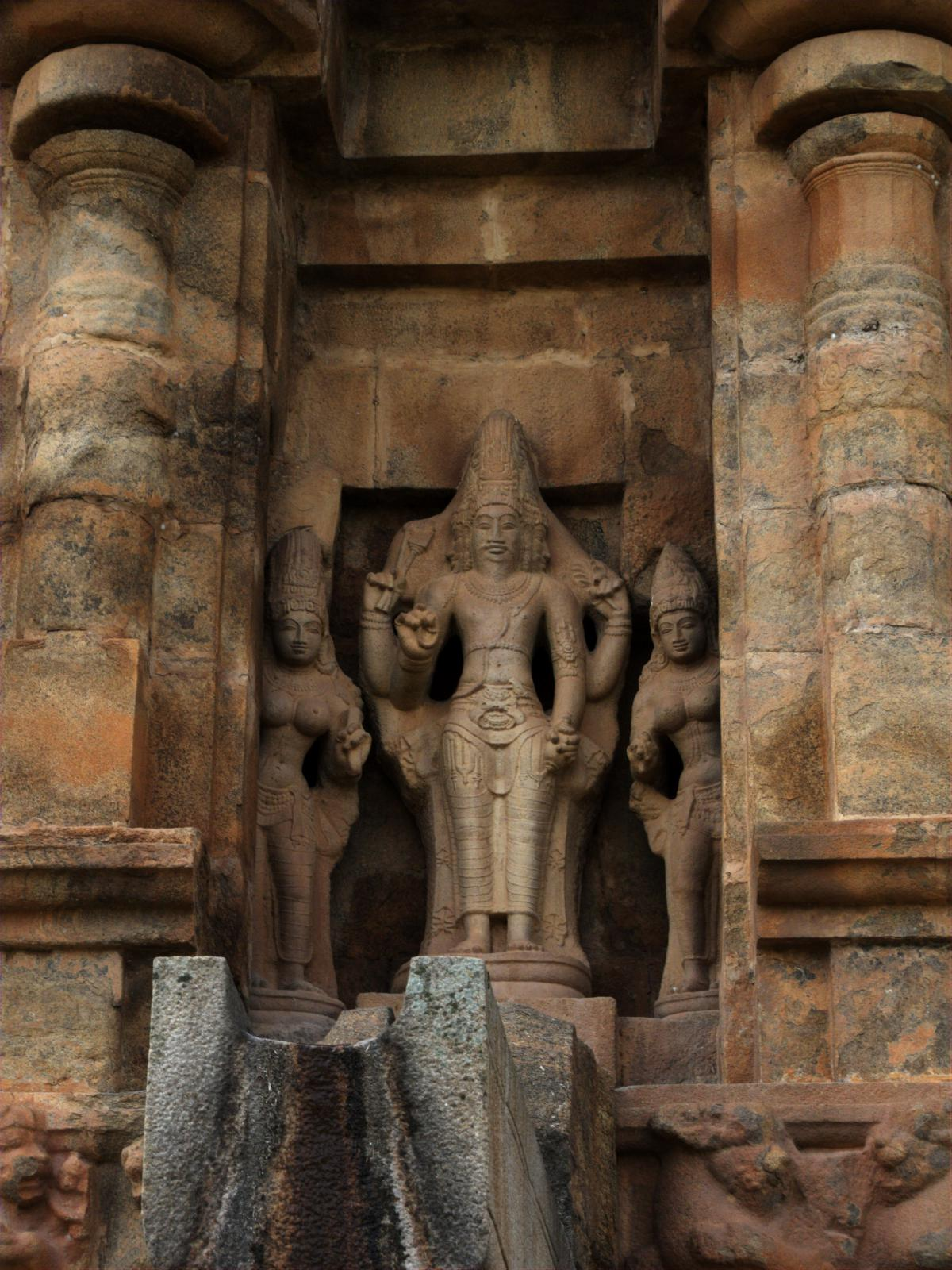
Brahma mit Begleitfiguren (evtl. Sarasvati und Gayatri); Tempel von Gangaikondacholapuram, Tamil Nadu (11. Jahrhundert)

Brahma (Sanskrit, m., ब्रह्मा brahmā) ist der Name eines der Hauptgötter im Hinduismus. Die weiteren Hauptgötter sind Vishnu (Bewahrung) und Shiva (Zerstörung), mit diesen beiden bildet Brahma die Trimurti. Seine Gattin ist Sarasvati.
In der Trimurti stellt Brahma das Prinzip der Schöpfung dar. Die Kenner des Brahman (die Brahmanen) ließen ihm, als dem Schöpfer des Priestertums, besondere Verehrung zuteilwerden. Diese Verehrung hat gegenüber den weiteren Hauptströmungen des Hinduismus (Vishnuismus, Shivaismus, Shaktismus) heute stark an Bedeutung verloren. In der öffentlichen Anbetung stand Brahma gegenüber allen anderen Gottheiten historisch immer zurück, in der Mythologie dagegen spielt er noch heute eine wichtige Rolle. Brahma gilt als Begründer einer der vier klassischen Vaishnava-Guru-Linien, heute bekannt als Brahma-Gaudiya-Sampradaya, die durch Chaitanya stark geprägt wurde.
Er ist der ideelle Gott der Schöpfung, der als unbewegter Beweger dem Universellen zu seiner Bewegung verhalf. Er ist die Zeit und unterliegt dieser.

## Entstehungslegenden
Gemäß den diversen Textüberlieferungen ging Brahma aus dem kosmischen Goldei Hiranyagarbha hervor, das auf den Wassern des Urozeans schwamm, oder entspross einem Lotos, der aus dem Nabel Vishnu-Narayanas hervorkam. Aus sich heraus erschuf er seine Tochter Shatarupa (manchmal gleichgesetzt mit seinen Gefährtinnen Sarasvati oder Gayatri), die er so sehr begehrte, dass ihm – um sie allzeit sehen zu können – Köpfe in alle vier Himmelsrichtungen wuchsen und zusätzlich noch ein fünfter, der ihm, als Strafe für den begangenen Inzest, von Shiva abgeschlagen wurde und aus dem Manu, der Stammvater aller Menschen, hervorging.
Seine Rolle als aus sich selbst erschaffener Schöpfergott wird durch verschiedene Legenden infrage gestellt: Einmal ist er das Geschöpf von Pitamaya, eines anderen Urwesens der hinduistischen Mythologie; ein andermal ist er nur die Kreatur des auf der Weltenschlange ananta oder shesha ruhenden Narayana. Wegen seiner Leichtgläubigkeit oder Eitelkeit fällt Brahma auf die Tricks der Dämonen (asuras) herein – die dadurch verursachten Störungen der weltlichen und göttlichen Ordnung muss Vishnu in seinen Formen als Eber (varaha) bzw. als Mann-Löwe (narasimha) wieder beheben (vgl. auch Hiranyaksha oder Hiranyakashipu).

## Deutungsversuche
Die personale Gottheit Brahma hat ihren existenziellen Ursprung in der Vorstellung des Brahman, einer gestaltlosen (arupa), eigenschaftslosen (nirguna) und unerkennbaren (acintya) Entität. Die Personifizierung dieser nicht greifbaren Macht vollzog sich sprachlich lediglich durch die Verschiebung des Akzentes und durch den dadurch entstehenden Genuswechsel, inhaltlich war der Wunsch nach einem omnipotenten Schöpfergott, der über ein klar benennbares Bewusstsein und eine definierte äußere Form verfügen musste, ausschlaggebend. Da der Veda jedoch nichts über eine Gottheit mit dem Namen Brahma überlieferte, musste dieser nun mit bereits bestehenden und durch den Veda belegten Gottheiten identifiziert werden. Hierfür bot sich ein bis dato namenloser Gott mit dem Titel „Herr der Geschöpfe“ (Prajapati) an, der fortan Brahma zugeordnet wurde.
Eine weitere Legitimation erfuhr die neu erschaffene Gottheit Brahma durch die Assoziation mit der bereits bekannten Vorstellung eines goldenen und unvergänglichen Embryos (hiranyagarbha), der sowohl über Leben als auch über den Tod herrschte und gegenüber anderen Gottheiten weisungsbefugt war. Ferner galt diese Gottheit als Schöpfer der Erde und des Himmels. Diese personifizierte Schöpfergottheit findet im Rigveda vor allem unter den Namen Prajapati und Purusha, in späteren Zeiten unter den Namen Bhagavan oder Ishvara Erwähnung. In dieser Entstehungsgeschichte zeigen sich erstmals Ansätze monotheistischen Denkens, das sich ab dieser Zeit als Gegensatz zum monistischen Denken etablierte, sowie die aufkommende Hierarchisierung der Götter, nach der Brahma allen anderen Göttern übergeordnet war.
Als weiterer Ansatz zum Verständnis eines Brahmas sei hier noch die aus der Lehre des Buddhas stammende Erklärung angeführt. Der Mensch ist in der Lage, durch Meditation verschiedene Konzentrationszustände (sogenannte Jhanas) zu erreichen. Ist der menschliche Geist in solch einen Zustand eingetaucht, erfährt dieser Mensch gewisse Empfindungen (z. B. allumfassende Liebe). Wenn ein Wesen in oder mit diesem Bewusstseinszustand verstirbt und den Wunsch verspürt, in solch einer Existenzebene wiederzuerscheinen, kann es als ein sogenannter „Brahma“ wiedergeboren werden. Je „reiner und stabiler“ ein Jhana wird, umso feiner wird die Existenzebene, mit der dieses Wesen in Beziehung (Resonanz) treten kann. Die Existenzdauer der Wesen dort ist um etliches länger als in der Menschenwelt und der Bewusstseinszustand eines solchen Wesens entspricht dem Zustand, den ein Mensch mit einer entsprechenden Jhanaerfahrung (Jhanaerleben) im Hier und Jetzt erfahren würde.
Im Hinduismus war (ist) es ein Ideal, sein Leben so zu leben, dass es zum (Reich des) Brahma führt.

## Darstellung

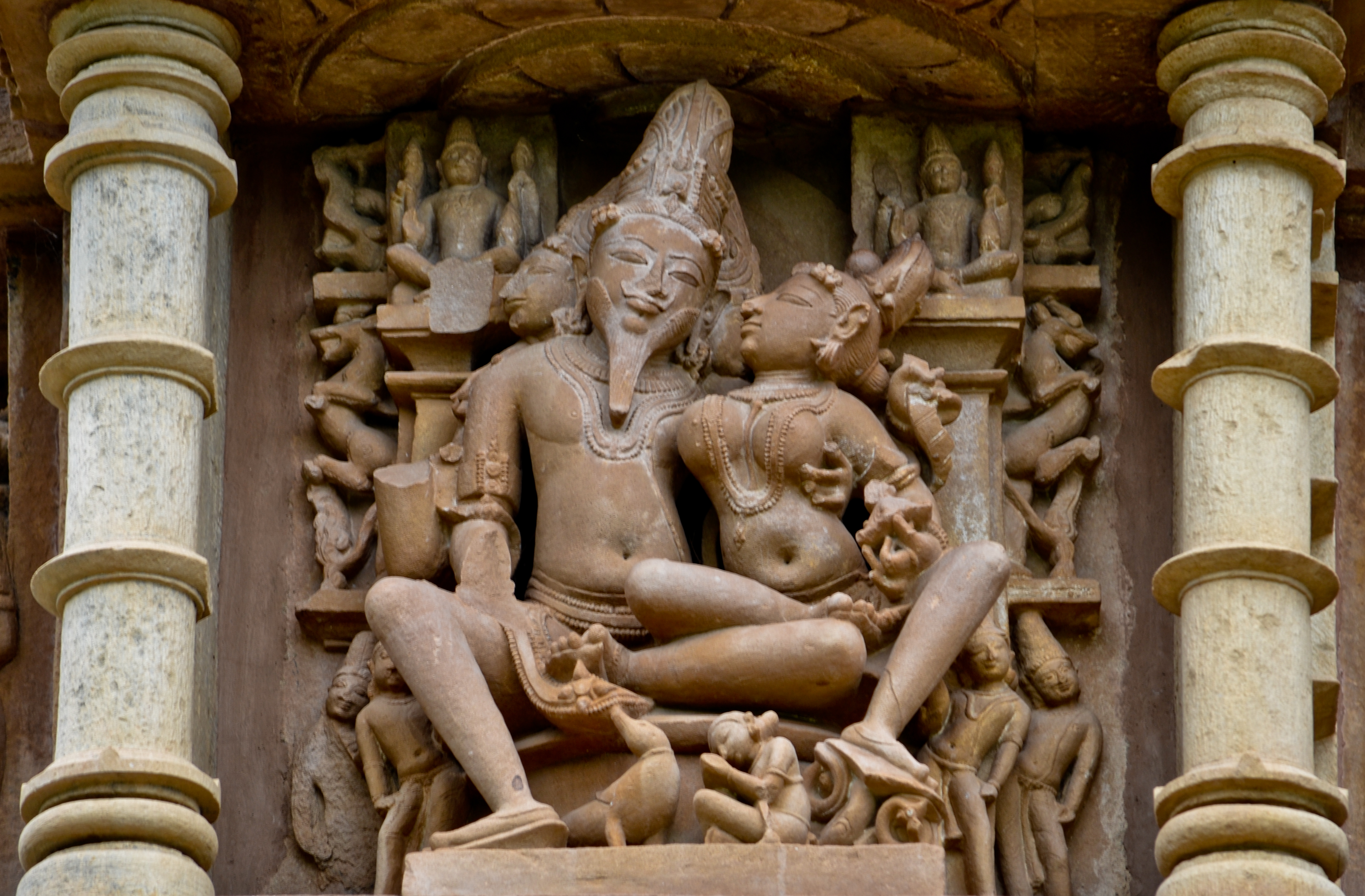
Brahma und Sarasvati – unter dem Fuß seines angewinkelten Beines sein Reittier (vahana), die Gans (hamsa); Chitragupta-Tempel im Tempelbezirk von Khajuraho (11. Jahrhundert)

Auf Darstellungen ist Brahma meist mit vier Gesichtern und vier Armen sowie mit Gebetskranz und Veden (älteste indische Literatursammlung) zu sehen. Frühmittelalterliche Skulpturen zeigen ihn ohne Bart; seit dem 11./12. Jahrhundert wird er häufig mit Bart dargestellt. Manchmal erscheint er auf einer Lotosblüte, die dem Nabel des auf der Weltenschlange ananta oder shesha ruhenden Gottes Vishnu-Narayana entspringt.
Wichtigste Attribute Brahmas sind der quadratische, Yoni-artige Schöpflöffel (shruk), der bei den Opferzeremonien der Brahmanen von Bedeutung war, der Opferkrug mit Henkel (kamandalu) und ein Palmblattmanuskript (pustaka).
Sein Symbol und Begleittier (vahana) ist die mystische Gans (hamsa), die ihn geistesschnell an jeden gewünschten Ort im Universum fliegen kann. Sie ist auch an seinem bedeutendsten Tempel im indischen Pushkar aus dem 14. Jahrhundert über dem Eingangstor abgebildet.
Einige Skulpturen zeigen ihn zusammen mit seiner Gemahlin Sarasvati (oder Savitri bzw. Gayatri).

## Abgrenzung
In der Literatur finden verschiedene Wörter ihren Niederschlag, die zum Teil in der gleichen Wortform verwendet werden, mit dem hier erörterten Brahma aber nichts zu tun haben:
- Brahman (Sanskrit, n., ब्रह्मन brahman „die Weltseele“) ist ein zentraler Begriff der hinduistischen Philosophie, vor allem im Vedanta und den Upanishaden. Das Brahman ist die Bezeichnung für das unwandelbare, unsterbliche Absolute, das Höchste. Es bezeichnet die unpersönliche Weltseele, die ohne Anfang und ohne Ende existiert, es ist das letzte Eine, das selbst keine Ursache hat, aus dem aber alles entstanden ist. Als letztlich wirksame Kraft liegt es allem Dasein zugrunde und ist die höchste Gottesvorstellung. Der Schöpfergott, Brahma stellt eine männliche, personale (Haupt-)Gottheit dar, die sich aus dem Brahman-Verständnis entwickelt hat. Dabei sind alle Götter und Göttinnen, auch Brahma, selbst nur Aspekte des Absoluten, des Brahman. Jede der einzelnen Götter bzw. Göttinnen vertritt eine oder mehrere Eigenschaften von Brahman. Diese monotheistische Ausprägung bietet eine Alternative zum monistischen Weltbild. Das Brahman ist in seinem Wesen identisch mit Atman, dem inneren Kern des Menschen.
- Brahmanas (Sanskrit, n., ब्राह्म brāhmaṇa) sind Ritual- und Opfertexte und Bestandteil der Veden. Die Brahmanas sind um ca. 800 v. Chr. entstanden und beschreiben diverse Formen von Opferzeremonien, wie z. B. das Agnichayana (Feueropfer).
- Brahmanen (Sanskrit, m., ब्राह्मण brāhmaṇa „der das Brahman kennt“) sind Mitglieder der obersten hinduistischen Priester- und Gelehrten-Kaste und gelten in den alten Schriften als unverletzlich. Heute üben viele Brahmanen auch andere Berufe aus.
- Brahmavihara ist der Name einer grundlegenden Meditation im Buddhismus, in der es um das Erzeugen von vier als tugendhaft anerkannten Geisteshaltungen geht. Im Mahayana wird gerne der Ausdruck „die vier Unermesslichen“ (tib. tshad med pa bzhi) verwendet, im Theravada „die himmlischen Verweilzustände“.

## Identifikation mit Abraham
Der britische Schriftsteller Godfrey Higgins vertrat die Ansicht, Brahma sei identisch mit Abraham. Dieser schickte die Söhne seiner Nebenfrauen „nach Osten hin ins Morgenland“. Abraham hatte ihnen außerdem „Geschenke“ gegeben, nachdem er Isaak all sein Gut gegeben hatte. (Gen 25,5–6 ) Der Altertumswissenschaftler, Rabbiner und Anthropologe Alexander Seinfeld dazu ergänzend, diese Geschenke seien spirituelles Wissen gewesen, denn sein Gut hatte Abraham ja bereits Isaak gegeben. Brahmas Gemahlin hieß Sarasvati, Abrahams Frau hieß Sarai bzw. Sara.